# Micralestes elongatus
Micralestes elongatus és una espècie de peix de la família dels alèstids i de l'ordre dels caraciformes.
Es troba a Àfrica.
Els mascles poden assolir 6 cm de longitud total. Els adults presenten dimorfisme sexual.
Menja zooplàncton, coleòpters i d'altres insectes.
És un peix d'aigua dolça i de clima tropical (22 °C-26 °C).